# Kontrollgruppe
Kontrollgruppe bezeichnet in Kontrollexperimenten der experimentellen Forschung die Gruppe von unbehandelten oder gemäß einem üblichen Behandlungskonzept (treatment as usual) behandelten, in allem anderen aber mit den Probanden der Experimentalgruppe gleichen Studienteilnehmern.
Die Kontrollgruppe ist, neben der zufälligen Zuweisung der Probanden in Kontroll- und Experimentalgruppe, ein entscheidendes Kriterium für die Validität von Forschungsergebnissen, da sonst eine der Experimentalbedingung zugeschriebene Wirkung tatsächlich auf anderen Ursachen beruhen könnte.

## Beispiel aus der Medizin
In einer klinischen Studie wird ein neuer Wirkstoff an 100 Probanden getestet und zeigt bei 50 die gewünschte Wirkung. Diese könnte allerdings auch auf dem Placeboeffekt oder Spontanremission beruhen. Nur eine Kontrollgruppe unter Ceteris-paribus-Bedingungen verschafft darüber Gewissheit.

## Beispiel aus der Psychologie
Zur Überprüfung der Hypothese, nach der extrinsische Motivation (Verstärkung durch Belohnung) eine vorhandene intrinsische Motivation (Handeln aus eigenem, inneren Antrieb) verdrängen kann, gaben Greene, Sternberg und Lepper (1976) Grundschülern neue Mathematikspiele und maßen 13 Tage lang, wie viel Zeit die Kinder freiwillig mit den Spielen verbrachten. In den folgenden 11 Tagen erhielten die Kinder Belohnungen für dieselbe Tätigkeit. Nach Absetzen der Belohnung sank, wie vorhergesagt, die Beschäftigungsdauer unter das Anfangsniveau. Ohne Kontrollgruppe könnte der Effekt auch damit erklärt werden, dass die Spiele anfangs den Reiz des Neuen besaßen und den Kindern mit der Zeit langweilig wurde.